# 이즈시 미노루
이즈시 미노루(出石 稔, いずいし みのる, 1961년 - )는 일본의 행정법학자이다.

## 경력
1961년, 돗토리현 출생. 고쿠가쿠인 대학 법학부법률학과졸업후, 요코스카시에 입청. 2007년 3월 요코스카시를 퇴직. 동년 4월, 간토학원대학 법학부 교수. 2014년, 동대학 부학장. 2016년, 동대학 법학부 지역창생학과장.